# 二ノ宮知子
二ノ宮 知子（にのみや ともこ、1969年5月25日 - ）は、日本の漫画家。埼玉県秩父郡皆野町出身、埼玉県在住。女性。血液型はB型。
1989年、『外国ロマンDX』（角川書店）に掲載の『London ダウト・ボーイズ』でデビュー。以後、『ヤングロゼ』（角川書店）、『Kiss』（講談社）などに作品を発表する。作品にテレビドラマ化・アニメ化・映画化された『のだめカンタービレ』があり、2004年の第28回講談社漫画賞少女部門を受賞。

## 来歴
板金加工会社経営者の娘として生まれ育つ。
1989年、ASUKA増刊『外国ロマンDX』（角川書店）に掲載された『London ダウト・ボーイズ』でデビュー。20代後半に、インディーズバンド「イエローダック」の元ドラマーの戸田敦夫（通称POM。現在は二ノ宮姓）と結婚する。POMと同じく『三宅裕司のいかすバンド天国』に出場した元「マサ子さん」のあつ子、かなんと漫画アシスタントを行っていたことを著作内で紹介している。
2001年から連載したクラシック音楽を題材とする『のだめカンタービレ』が大ヒットし、2004年に第28回（平成16年度）講談社漫画賞の少女部門を受賞。2005年、同作がきっかけとなり、東京都交響楽団常任指揮者であるジェームズ・デプリーストと対談した。2006年に月9ドラマとして実写化され、アニメ化、実写映画化もされた。
2008年8月、妊娠8か月と自身のブログで報告し、同年10月24日男児を出産した。2011年6月、妊娠5か月と自身のブログで報告し、同年11月24日男児を出産した。
2009年10月、『のだめカンタービレ』が完結。その後12月から番外編を連載。2010年に完結した。
2011年、『87CLOCKERS』を連載。2012年、『おにぎり通信 〜ダメママ日記〜』を連載。2013年、『七つ屋 志のぶの宝石匣』を連載。
2018年12月、日経xwomanにて、「マンガ家ママの小学生男子観察記」連載開始。

## 人物
酒豪として知られ、自身の飲酒にまつわる体験（多くは失敗談）を描いた『平成よっぱらい研究所』の中で、自身のことを「まんが家兼よっぱらい研究所・所長」と書いていたことから、二ノ宮のことを「所長」と呼ぶファンもいる。
サッカー日本代表選手・小野伸二の大ファン。Jリーグ・浦和レッズファン。
自身の作品には強いこだわりを持つ。『のだめカンタービレ』は当初TBSでのドラマ化が決まっていたが、その後制作側が二ノ宮に無断で多くの改変を行っていたことから契約を破棄した。

## 作品リスト
- トレンドの女王ミホ（1991年 - 1995年、『ヤングロゼ』、角川書店、単行本全10巻、文庫版全5巻）
- ニッポンの貧乏 笑ってごまかす日本の現実（絵：二ノ宮知子、文：加藤利明、1993年、スターツ出版、ISBN 4-915901-05-X）
- 飲みに行こうぜ!!（1993年 - 1994年、『ヤングロゼ増刊ランチタイム』）
- 天才ファミリー・カンパニー（1994年 - 2001年、『きみとぼく』、ソニー・マガジンズ、単行本全11巻、スペシャル版全6巻） - ドラマ化、ドラマCD化。
- 平成よっぱらい研究所（1995年 - 1996年、『FEEL YOUNG』、祥伝社）
- OUT（1995年、『ヤングロゼ』）
- GREEN〜農家のヨメになりたい〜（1998年 - 2001年、『Kiss Carnival』、講談社、単行本全4巻） - ドラマ化。
- のだめカンタービレ（2001年 - 2010年、『Kiss』、講談社、単行本全25巻） - ドラマ化、アニメ化、実写映画化。
- 額田王（2010年、週刊新マンガ日本史4号、朝日新聞出版）
- 87CLOCKERS（2011年 - 2016年 、『JUMPX／ジャンプ改』 →『週刊ヤングジャンプ』）、集英社、全9巻）
- おにぎり通信 〜ダメママ日記〜（2012年 - 2015年、『YOU』、集英社、全3巻）
- 七つ屋 志のぶの宝石匣（2013年 - 連載中、『Kiss』、講談社、既刊24巻）

## テレビ出演
- ボクらの時代（2022年4月17日、フジテレビ） - 伊藤理佐、安野モヨコと鼎談[13]

### インタビュー
- ほぼ日刊イトイ新聞 二ノ宮知子先生と宝石のお話しを。